# Herb gminy Smołdzino
Herb gminy Smołdzino – symbol gminy Smołdzino w postaci herbu.

## Wygląd i symbolika
Herb przedstawia na tarczy typu późnogotyckiego koloru błękitnego o proporcjach boków 1:2 zieloną górę Rowokół zajmującą całą dolną część tarczy, a na niej postać białego orła bielika, zwróconego w prawo. W dolnych częściach tarczy umieszczono dwa niewielkie elementy koloru błękitnego, symbolizujące jeziora Gardno i Łebsko, rozdzielone zieloną góra. Ponad nimi znajduje się złoty falisty pas, nawiązujący do wydm nadmorskich. 